# Matamèye
Matamèye (auch: Matamaye, Matamey) ist eine Stadtgemeinde in Niger und die De-facto-Hauptstadt des Departements Kantché.

## Geographie

### Lage und Gliederung

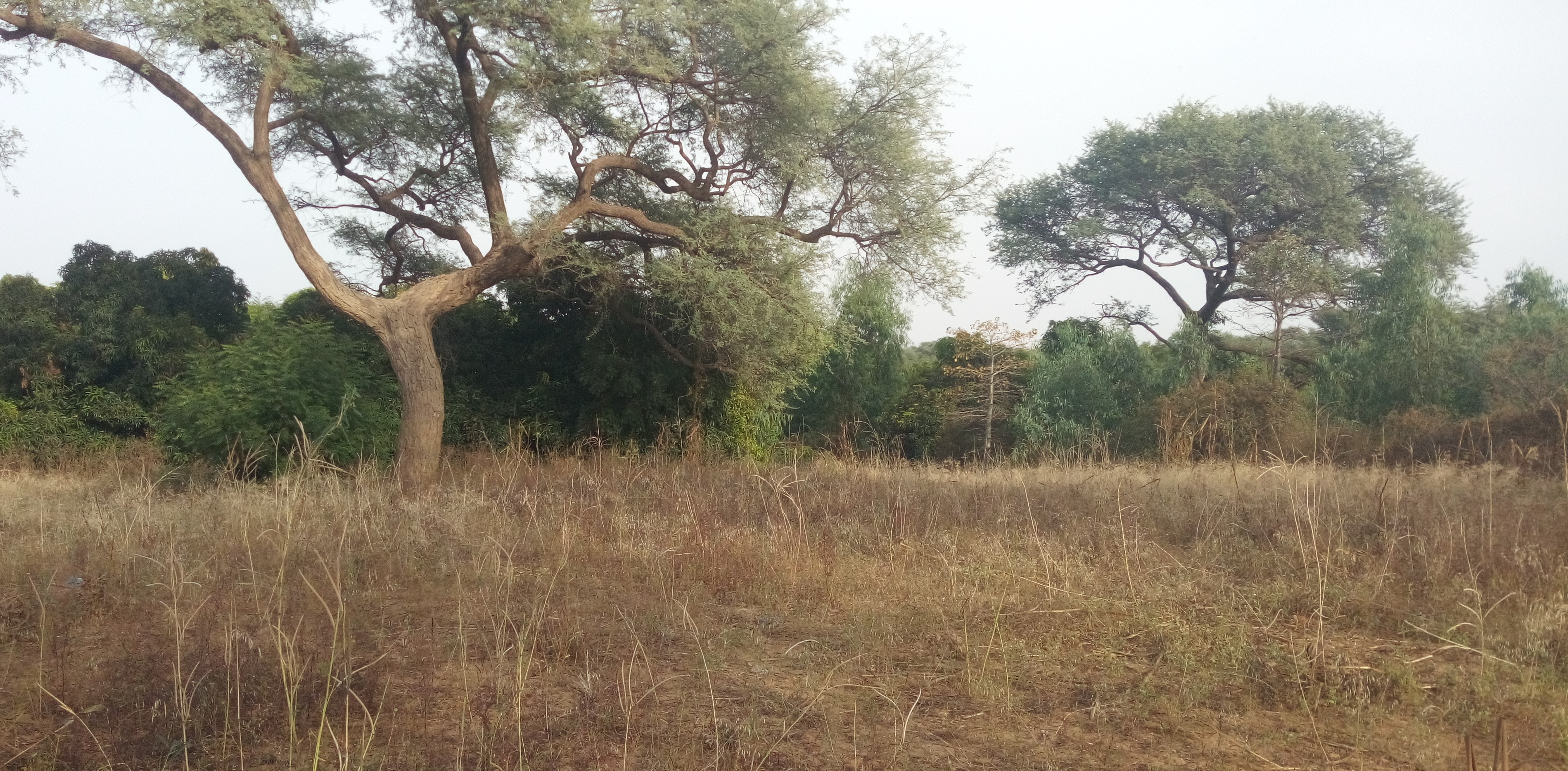
Vegetation in Matamèye (2021)

Matamèye liegt am Übergang der Großlandschaft Sudan zur Sahelzone. Die Nachbargemeinden sind Doungou und Ichirnawa im Norden, Dogo im Osten, Kourni und Yaouri im Süden sowie Kantché und Tsaouni im Westen.
Die Gemeinde Matamèye besteht aus einem urbanen und einem ländlichen Gemeindegebiet. Das urbane Gemeindegebiet ist in neun Stadtviertel gegliedert. Diese heißen Abidjan, Kanguiwa, Limanawa, Marni, N’Wala, Sabon Gari, Zangouna, Zangouna Matamey und Zangouna Hayin Mota. Bei den Siedlungen im ländlichen Gemeindegebiet handelt es sich um 35 Dörfer und 41 Weiler.

### Klima
In Matamèye herrscht trockenes Wüstenklima vor. Die Niederschlagsmessstation im Stadtzentrum wurde 1981 in Betrieb genommen.
|                        | Jan  | Feb  | Mär  | Apr  | Mai  | Jun  | Jul  | Aug  | Sep  | Okt  | Nov  | Dez  |   |      |
| Mittl. Temperatur (°C) | 21,6 | 24,8 | 28,6 | 31,8 | 32,6 | 31,2 | 28,3 | 26,4 | 28,1 | 29,1 | 26,3 | 22,4 | ⌀ | 27,6 |
| Mittl. Tagesmax. (°C)  | 29,3 | 32,8 | 36,6 | 39,3 | 39,4 | 37,3 | 33,3 | 30,7 | 33,6 | 35,9 | 33,8 | 30,0 | ⌀ | 34,3 |
| Mittl. Tagesmin. (°C)  | 14,6 | 17,3 | 20,8 | 24,0 | 25,7 | 25,7 | 24,1 | 22,8 | 23,4 | 22,7 | 19,4 | 15,5 | ⌀ | 21,3 |
|                        |      |      |      |      |      |      |      |      |      |      |      |      |   |      |
| Niederschlag (mm)      | 0    | 0    | 0    | 1    | 9    | 23   | 84   | 139  | 47   | 5    | 0    | 0    | Σ | 308  |
|                        |      |      |      |      |      |      |      |      |      |      |      |      |   |      |
| Sonnenstunden (h/d)    | 10,3 | 10,5 | 10,8 | 11,2 | 11,5 | 11,5 | 10,4 | 9,0  | 10,5 | 10,6 | 10,4 | 10,2 | ⌀ | 10,6 |
|                        |      |      |      |      |      |      |      |      |      |      |      |      |   |      |
| Regentage (d)          | 0    | 0    | 0    | 0    | 2    | 4    | 10   | 12   | 6    | 1    | 0    | 0    | Σ | 35   |
|                        |      |      |      |      |      |      |      |      |      |      |      |      |   |      |
| Luftfeuchtigkeit (%)   | 16   | 12   | 9    | 12   | 24   | 43   | 62   | 74   | 61   | 28   | 17   | 18   | ⌀ | 31,5 |

| 14,6 |

| 17,3 |

| 20,8 |

| 24,0 |

| 25,7 |

| 25,7 |

| 24,1 |

| 22,8 |

| 23,4 |

| 22,7 |

| 19,4 |

| 15,5 |

| 14,6 |

| 17,3 |

| 20,8 |

| 24,0 |

| 25,7 |

| 25,7 |

| 24,1 |

| 22,8 |

| 23,4 |

| 22,7 |

| 19,4 |

| 15,5 |

| N i e d e r s c h l a g | 0   | 0   | 0   | 1   | 9   | 23  | 84  | 139 | 47  | 5   | 0   | 0   |
|                         | Jan | Feb | Mär | Apr | Mai | Jun | Jul | Aug | Sep | Okt | Nov | Dez |

### Natur
In Matamèye gibt es eine vielfältige Pflanzenwelt und mehrere bewaldete Gebiete. Oberflächen- und Grundwasser sind reichhaltig vorhanden.

## Geschichte
In der französischen Kolonialzeit war Matamèye zunächst noch ein unbedeutendes Hirtendorf im Kanton Kantché. Der traditionsreiche Kantonshauptort Kantché sollte 1954 zum Sitz eines Kolonialbeamten werden, der den neu geschaffenen Bezirk Kantché verwalten sollte. Da der einheimische Kantonschef von Kantché diesen Vorgesetzten aber nicht im selben Ort haben wollte, ließ er dessen Amtssitz im sieben Kilometer entfernten Matamèye einrichten. So wurde das kleine Dorf unvorhergesehen zum Bezirkshauptort. Die nach jener von Maradi landesweit zweite Ölmühle nahm 1956 in Matamèye ihren Betrieb auf. Im Jahr 1964 ging aus dem Bezirk Matamèye das Arrondissement Matamèye hervor. Der Arrondissement-Hauptort profitierte als solcher von mehreren neu geschaffenen infrastrukturellen Einrichtungen wie einer Krankenstation, Schulen und einem großen Wochenmarkt. Damit ging ein starkes Bevölkerungswachstum einher.
Bei einer Verwaltungsreform unter Präsident Ibrahim Baré Maïnassara im Jahr 1998 wurden die Arrondissements Nigers in Departements mit erweiterter Selbstverwaltung umgewandelt. Im Zuge dessen gelang es dem Kantonschef von Kantché noch im selben Jahr eine Ergänzung der Verwaltungsreform durchzusetzen, laut der das Departement Matamèye in das Departement Kantché umgewandelt und als dessen Hauptort Kantché bestimmt wurde. Tatsächlich wurde diese Ergänzung aber nie in die Praxis umgesetzt und die Verwaltungseinrichtungen des Departements blieben, nicht zuletzt aufgrund der mit einer Übersiedlung verbundenen Kosten, in Matamèye. Im Jahr 2002 wurde Matamèye als einzige Gemeinde Nigers, die offiziell keine Departements- oder Regionalhauptstadt ist, in den Rang einer Stadtgemeinde erhoben.

## Bevölkerung
Bei der Volkszählung 2012 hatte die Stadtgemeinde 64.988 Einwohner, die in 10.413 Haushalten lebten. Bei der Volkszählung 2001 betrug die Einwohnerzahl 41.382 in 6506 Haushalten.
Im Stadtgebiet ohne den ländlichen Siedlungen lebten bei der Volkszählung 2012 27.615 Einwohner in 4246 Haushalten, bei der Volkszählung 2001 17.930 in 2864 Haushalten und bei der Volkszählung 1988 11.198 in 2053 Haushalten. Bei der Volkszählung 1977 waren es 7085 Einwohner.
In Matamèye leben Angehörige der vor allem Ackerbau betreibenden Hausa-Untergruppe Katsinawa und der auf Agropastoralismus spezialisierten Fulbe-Untergruppen Daourawa und Tchilanko’en. Außerdem leben Tuareg in der Stadtgemeinde.

## Politik und Justiz
Der Gemeinderat (conseil municipal) hat 18 gewählte Mitglieder. Mit den Kommunalwahlen 2020 sind die Sitze im Gemeinderat wie folgt verteilt: 8 PNDS-Tarayya, 4 RDR-Tchanji, 3 RPP-Farilla, 2 CDS-Rahama und 1 MDEN-Falala.
Jeweils ein traditioneller Ortsvorsteher (chef traditionnel) steht an der Spitze von 32 Dörfern im ländlichen Gemeindegebiet.
Die Stadt ist der Sitz eines Tribunal d’Instance, eines der landesweit 30 Zivilgerichte, die unterhalb der zehn Zivilgerichte der ersten Instanz (Tribunal de Grande Instance) stehen. Die Haftanstalt Matamèye hat eine Aufnahmekapazität von 100 Insassen.

## Wirtschaft und Infrastruktur

### Wirtschaft
Die Einwohner betreiben Ackerbau, Viehzucht und Forstwirtschaft sowie Handel und Handwerk. Am Markt von Matamèye wird insbesondere mit Zuckerrohr gehandelt, das bis in die Hauptstadt Niamey verkauft wird. Das staatliche Versorgungszentrum für landwirtschaftliche Betriebsmittel und Materialien (CAIMA) unterhält eine Verkaufsstelle in der Stadt.

### Gesundheit und Bildung
Im Stadtzentrum sind ein Distriktkrankenhaus und ein über ein eigenes Labor und eine Entbindungsstation verfügendes Gesundheitszentrum des Typs Centre de Santé Intégré (CSI) vorhanden.
Allgemein bildende Schulen der Sekundarstufe sind der CEG FA Matamèye und der CES Matamèye. Das auf einen Schwerpunkt auf die arabische zusätzlich zur französischen Sprache hinweisende Kürzel CEG FA steht dabei für Collège d’Enseignement Général Franco-Arabe und das Kürzel CES für Collège d’Enseignement Secondaire. Beim Collège d’Enseignement Technique de Matamèye (CET Matamèye) handelt es sich um eine technische Fachschule. Das Berufsausbildungszentrum Centre de Formation aux Métiers de Matamèye (CFM Matamèye) bietet Lehrgänge in Landwirtschaftsmechanik, Metallbau, Maurern, Tischlern und Schneidern an.

### Verkehr
Die 69,8 Kilometer lange und ausgebaute Nationalstraße 10 zwischen Takeita und der Staatsgrenze mit Nigeria verläuft durch das urbane Zentrum. Sie ist in einem guten Zustand und wird für den grenzüberschreitenden Fernverkehr nach Kano in Nigeria genutzt. Von der Nationalstraße 10 zweigt im Stadtzentrum die 28,8 Kilometer lange Nationalstraße 46 ab, die an der Nationalstraße 20 endet. Im urbanen Zentrum beginnen außerdem die 90,6 Kilometer lange Landstraße RR7-004, die über das Dorf Gado Haoussa zur Nationalstraße 11 führt, und die 37,4 Kilometer lange Landstraße RR7-001, die nach dem Weiler Gidan Moutoun Daya in Kafin Baka endet. In Gidan Moutoun Daya zweigt die 53,24 Kilometer lange Route 743 nach Gada Garin Gjadi ab. Es handelt sich um eine wenig ausgebaute Landstraße. Die 3,65 Kilometer lange Route 742, ebenfalls eine einfache Landstraße, verbindet das Dorf Kawari mit der Nationalstraße 10.